# Olelkovič
Gli Olelkovič (in bielorusso Алелькавічы?, in lituano Olelkaičiai, in polacco Olelkowicze, in ucraino Олельковичі?) furono una famiglia nobile attiva nel XV-XVI secolo del Granducato di Lituania. Il titolo principale posseduto dai membri di questa discendenza fu quello di duca di Sluck-Kopyl', circostanza che giustifica come le fonti le indichino talvolta come «Slutsky». Discendenti dai Gediminidi lituani per linea maschile e dai Rjurikidi ruteni per linea femminile, secondo il censimento militare del 1528 la famiglia era la quarta più ricca famiglia tra i magnati presenti nel territorio del Granducato. Tuttavia, la sua influenza diminuì dopo l'Unione di Lublino del 1569 e l'ultimo membro della famiglia fu Sofia Olelkovič (in polacco Zofia Olelkowicz) (1585-1612), moglie di Janusz Radziwiłł. La donna fu canonizzata dalla Chiesa ortodossa nel 1983. Durante le trattative per il matrimonio, Sofia rifiutò con insistenza la proposta del marito di abbandonare l'ortodossia e aderire, come lui, al calvinismo. La donna morì durante il parto, così come il suo bambino. A seguito del suo decesso, le sue considerevoli ricchezze e il ducato di Sluck furono incamerati dalla famiglia Radziwiłł.

## Storia

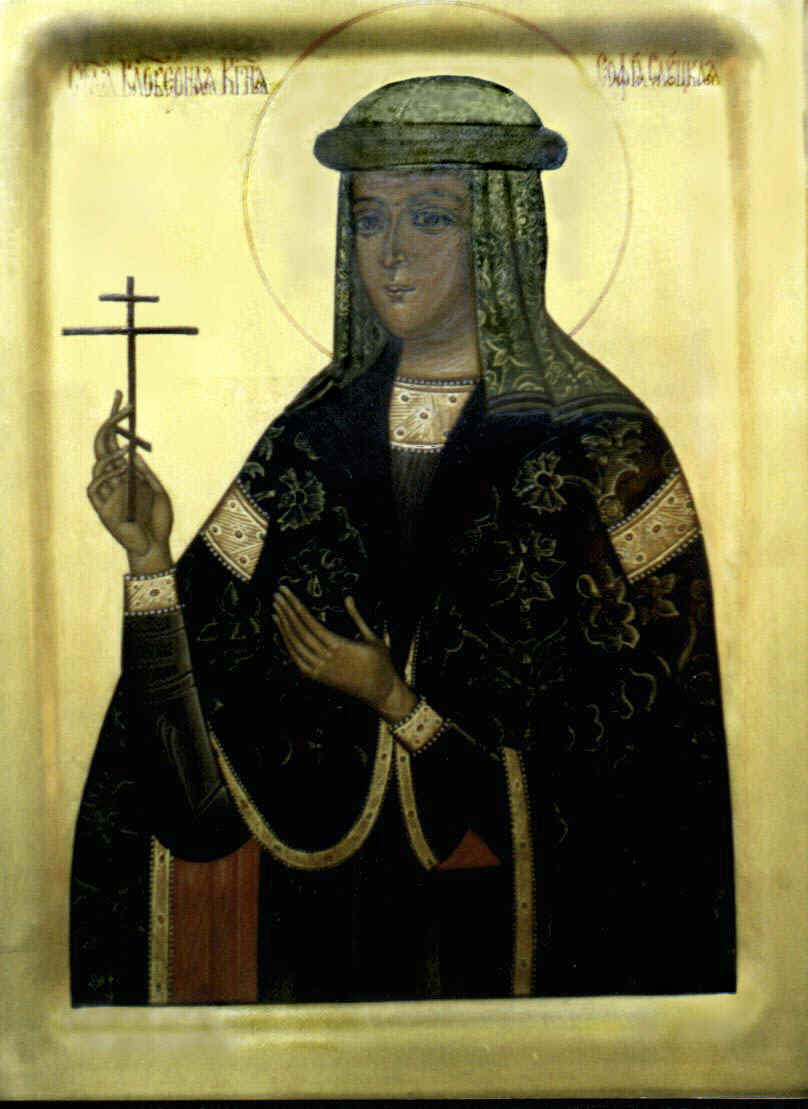
Sofia, principessa di Sluck ultimo membro della famiglia degli Olelkovič

Olelko Volodymyrovič, morto nel 1455, viene tradizionalmente considerato il capostipite della famiglia. Egli era figlio di Vladimiro, principe di Kiev, e nipote di Algirdas, granduca di Lituania dal 1345 al 1377. Alessandro ereditò i domini del padre nel ducato di Sluck-Kopyl' e nel 1440 restaurò gli interessi personali della famiglia sul Principato di Kiev, sottratto a Vladimiro nel 1395 dopo una lotta di potere con il granduca Vitoldo e concesso invece a Skirgaila. Alessandro sposò Anastasia, figlia di Sofia di Lituania e Basilio I di Russia, ed ebbe due figli, tali Simeone (morto nel 1503) e Michele (morto nel 1481).
Simeone sposò Maria, una figlia del nobile lituano Jonas Goštautas. Nella metà degli anni 1450, Goštautas partecipò in prima persona alla cospirazione volta a deporre il granduca Casimiro IV Jagellone per insediare il genero Simeone Olelkovič. Quest'ultimo ereditò il Principato di Kiev, ma dopo la sua morte la regione fu convertita nel Voivodato di Kiev. I suoi discendenti continuarono a rivendicare i diritti sulla regione, ma il voivodato venne governato da funzionari nominati (voivodi) da altre famiglie aristocratiche. La perdita di Kiev potrebbe essere stata dovuta alla fede degli Olelkovič (ortodossia piuttosto che cattolicesimo) e alla loro stretta parentela con i Gran Principi di Mosca, i quali minacciavano i confini orientali della Lituania. Tuttavia, il ducato di Sluck-Kopyl' non fu convertito in un powiat e rimase nelle mani della famiglia. Deluso dalle scelte politiche dell'epoca, Michele Olelkovič organizzò una congiura ai danni di Casimiro IV e tentò persino un colpo di Stato nel 1481. Il complotto fu scoperto, forse per via dell'intervento voivoda di Kiev Ivan Chodkiewicz, e Michele venne giustiziato. Nel 1471, Michele aveva altresì stretto una breve alleanza con la Repubblica di Novgorod, la quale lo aveva sollecitato a diventare il suo sovrano nel tentativo di separarsi dall'influenza di Mosca. Tuttavia, il tentativo si concluse con una sconfitta decisiva nella battaglia di Shelon.
Dopo la morte di Michele, gli Olelkovič non occuparono alcuna carica statale. Simeone II trasferì la sua corte da Kopyl' a Sluck, dando così origine alla cosiddetta linea di Sluck. I suoi discendenti sono spesso conosciuti come Slutsky. Durante le guerre moscovito-lituane, Simeone partecipò a una vittoriosa una battaglia combattuta presso Babrujsk nel settembre del 1502 contro il Khanato di Crimea. Jurij I, figlio di Simeone II, estese i feudi personali incorporando anche Veisiejai, dove finanziò la costruzione di una chiesa cattolica, e a Liškiava.
Dopo l'Unione di Lublino del 1569 l'influenza diminuì e l'ultimo membro della famiglia fu Sofia Olelkovič (in polacco Zofia Olelkowicz) (1585-1612), moglie di Janusz Radziwiłł. La donna fu canonizzata dalla Chiesa ortodossa nel 1983. Durante le trattative per il matrimonio, Sofia rifiutò con insistenza la proposta del marito di abbandonare l'ortodossia e aderire, come lui, al calvinismo. La donna morì durante il parto, così come il suo bambino. A seguito del suo decesso, le sue considerevoli ricchezze e il ducato di Sluck furono incamerati dalla famiglia Radziwiłł.

## Albero genealogico
|                                             |                                             |                                             |                                             |                                             |                                             |                                                        |                                                        |                                                        |                                                        |                                                        |                                                        |                                                 |                                                 |                                                 |                                                 |                                                 |                                                 |                                       |                                       |                                       |                                       |                                       |                                       |                              |                              |                                             |                                             |                                             |                                             |                                             |                                             |                                     |                                     |          |          |          |          | Vladimiro, figlio di Algirdas      |                                    |                                    |                                    |                                    |                                    |  |  |  |  |                     |                     |                     |                     |                     |                     |  |  |  |  |  |  |  |  |
|                                             |                                             |                                             |                                             |                                             |                                             |                                                        |                                                        |                                                        |                                                        |                                                        |                                                        |                                                 |                                                 |                                                 |                                                 |                                                 |                                                 |                                       |                                       |                                       |                                       |                                       |                                       |                              |                              |                                             |                                             |                                             |                                             |                                             |                                             |                                     |                                     |          |          |          |          |                                    |                                    |                                    |                                    |                                    |                                    |  |  |  |  |                     |                     |                     |                     |                     |                     |  |  |  |  |  |  |  |  |
|                                             |                                             |                                             |                                             |                                             |                                             |                                                        |                                                        |                                                        |                                                        |                                                        |                                                        |                                                 |                                                 |                                                 |                                                 |                                                 |                                                 |                                       |                                       |                                       |                                       |                                       |                                       |                              |                              |                                             |                                             |                                             |                                             |                                             |                                             |                                     |                                     |          |          |          |          |                                    |                                    |                                    |                                    |                                    |                                    |  |  |  |  |                     |                     |                     |                     |                     |                     |  |  |  |  |  |  |  |  |
|                                             |                                             |                                             |                                             |                                             |                                             |                                                        |                                                        |                                                        |                                                        |                                                        |                                                        |                                                 |                                                 |                                                 |                                                 |                                                 |                                                 | Olelko Volodymyrovič (morto nel 1455) | Olelko Volodymyrovič (morto nel 1455) | Olelko Volodymyrovič (morto nel 1455) | Olelko Volodymyrovič (morto nel 1455) | Olelko Volodymyrovič (morto nel 1455) | Olelko Volodymyrovič (morto nel 1455) |                              |                              |                                             |                                             |                                             |                                             |                                             |                                             |                                     |                                     |          |          |          |          | Ivan di Belyj (morto dopo il 1445) | Ivan di Belyj (morto dopo il 1445) | Ivan di Belyj (morto dopo il 1445) | Ivan di Belyj (morto dopo il 1445) | Ivan di Belyj (morto dopo il 1445) | Ivan di Belyj (morto dopo il 1445) |  |  |  |  | Andrei Vladimirovič | Andrei Vladimirovič | Andrei Vladimirovič | Andrei Vladimirovič | Andrei Vladimirovič | Andrei Vladimirovič |  |  |  |  |  |  |  |  |
|                                             |                                             |                                             |                                             |                                             |                                             |                                                        |                                                        |                                                        |                                                        |                                                        |                                                        |                                                 |                                                 |                                                 |                                                 |                                                 |                                                 | Olelko Volodymyrovič (morto nel 1455) | Olelko Volodymyrovič (morto nel 1455) | Olelko Volodymyrovič (morto nel 1455) | Olelko Volodymyrovič (morto nel 1455) | Olelko Volodymyrovič (morto nel 1455) | Olelko Volodymyrovič (morto nel 1455) |                              |                              |                                             |                                             |                                             |                                             |                                             |                                             |                                     |                                     |          |          |          |          | Ivan di Belyj (morto dopo il 1445) | Ivan di Belyj (morto dopo il 1445) | Ivan di Belyj (morto dopo il 1445) | Ivan di Belyj (morto dopo il 1445) | Ivan di Belyj (morto dopo il 1445) | Ivan di Belyj (morto dopo il 1445) |  |  |  |  | Andrei Vladimirovič | Andrei Vladimirovič | Andrei Vladimirovič | Andrei Vladimirovič | Andrei Vladimirovič | Andrei Vladimirovič |  |  |  |  |  |  |  |  |
|                                             |                                             |                                             |                                             |                                             |                                             |                                                        |                                                        |                                                        |                                                        |                                                        |                                                        |                                                 |                                                 |                                                 |                                                 |                                                 |                                                 |                                       |                                       |                                       |                                       |                                       |                                       |                              |                              |                                             |                                             |                                             |                                             |                                             |                                             |                                     |                                     |          |          |          |          |                                    |                                    |                                    |                                    |                                    |                                    |  |  |  |  |                     |                     |                     |                     |                     |                     |  |  |  |  |  |  |  |  |
|                                             |                                             |                                             |                                             |                                             |                                             | Simeone Olelkovič (morto nel 1470)                     | Simeone Olelkovič (morto nel 1470)                     | Simeone Olelkovič (morto nel 1470)                     | Simeone Olelkovič (morto nel 1470)                     | Simeone Olelkovič (morto nel 1470)                     | Simeone Olelkovič (morto nel 1470)                     |                                                 |                                                 |                                                 |                                                 |                                                 |                                                 | Michele Olelkovič (morto nel 1481)    | Michele Olelkovič (morto nel 1481)    | Michele Olelkovič (morto nel 1481)    | Michele Olelkovič (morto nel 1481)    | Michele Olelkovič (morto nel 1481)    | Michele Olelkovič (morto nel 1481)    |                              |                              | Eudocia (moglie di Stefano III di Moldavia) | Eudocia (moglie di Stefano III di Moldavia) | Eudocia (moglie di Stefano III di Moldavia) | Eudocia (moglie di Stefano III di Moldavia) | Eudocia (moglie di Stefano III di Moldavia) | Eudocia (moglie di Stefano III di Moldavia) | Teodosia                            | Teodosia                            | Teodosia | Teodosia | Teodosia | Teodosia | Famiglia Belskij                   | Famiglia Belskij                   | Famiglia Belskij                   | Famiglia Belskij                   | Famiglia Belskij                   | Famiglia Belskij                   |  |  |  |  |                     |                     |                     |                     |                     |                     |  |  |  |  |  |  |  |  |
|                                             |                                             |                                             |                                             |                                             |                                             | Simeone Olelkovič (morto nel 1470)                     | Simeone Olelkovič (morto nel 1470)                     | Simeone Olelkovič (morto nel 1470)                     | Simeone Olelkovič (morto nel 1470)                     | Simeone Olelkovič (morto nel 1470)                     | Simeone Olelkovič (morto nel 1470)                     |                                                 |                                                 |                                                 |                                                 |                                                 |                                                 | Michele Olelkovič (morto nel 1481)    | Michele Olelkovič (morto nel 1481)    | Michele Olelkovič (morto nel 1481)    | Michele Olelkovič (morto nel 1481)    | Michele Olelkovič (morto nel 1481)    | Michele Olelkovič (morto nel 1481)    |                              |                              | Eudocia (moglie di Stefano III di Moldavia) | Eudocia (moglie di Stefano III di Moldavia) | Eudocia (moglie di Stefano III di Moldavia) | Eudocia (moglie di Stefano III di Moldavia) | Eudocia (moglie di Stefano III di Moldavia) | Eudocia (moglie di Stefano III di Moldavia) | Teodosia                            | Teodosia                            | Teodosia | Teodosia | Teodosia | Teodosia | Famiglia Belskij                   | Famiglia Belskij                   | Famiglia Belskij                   | Famiglia Belskij                   | Famiglia Belskij                   | Famiglia Belskij                   |  |  |  |  |                     |                     |                     |                     |                     |                     |  |  |  |  |  |  |  |  |
|                                             |                                             |                                             |                                             |                                             |                                             |                                                        |                                                        |                                                        |                                                        |                                                        |                                                        |                                                 |                                                 |                                                 |                                                 |                                                 |                                                 |                                       |                                       |                                       |                                       |                                       |                                       |                              |                              |                                             |                                             |                                             |                                             |                                             |                                             |                                     |                                     |          |          |          |          |                                    |                                    |                                    |                                    |                                    |                                    |  |  |  |  |                     |                     |                     |                     |                     |                     |  |  |  |  |  |  |  |  |
| Basilio (Principe di Pinsk, morto nel 1495) | Basilio (Principe di Pinsk, morto nel 1495) | Basilio (Principe di Pinsk, morto nel 1495) | Basilio (Principe di Pinsk, morto nel 1495) | Basilio (Principe di Pinsk, morto nel 1495) | Basilio (Principe di Pinsk, morto nel 1495) | Sofia (moglie di Michail III di Tver', morto nel 1483) | Sofia (moglie di Michail III di Tver', morto nel 1483) | Sofia (moglie di Michail III di Tver', morto nel 1483) | Sofia (moglie di Michail III di Tver', morto nel 1483) | Sofia (moglie di Michail III di Tver', morto nel 1483) | Sofia (moglie di Michail III di Tver', morto nel 1483) | Alessandra (moglie di Fedor Ivanovič Borovskij) | Alessandra (moglie di Fedor Ivanovič Borovskij) | Alessandra (moglie di Fedor Ivanovič Borovskij) | Alessandra (moglie di Fedor Ivanovič Borovskij) | Alessandra (moglie di Fedor Ivanovič Borovskij) | Alessandra (moglie di Fedor Ivanovič Borovskij) | Simeone II Olelkovič (morto nel 1503) | Simeone II Olelkovič (morto nel 1503) | Simeone II Olelkovič (morto nel 1503) | Simeone II Olelkovič (morto nel 1503) | Simeone II Olelkovič (morto nel 1503) | Simeone II Olelkovič (morto nel 1503) |                              |                              |                                             |                                             |                                             |                                             |                                             |                                             |                                     |                                     |          |          |          |          |                                    |                                    |                                    |                                    |                                    |                                    |  |  |  |  |                     |                     |                     |                     |                     |                     |  |  |  |  |  |  |  |  |
| Basilio (Principe di Pinsk, morto nel 1495) | Basilio (Principe di Pinsk, morto nel 1495) | Basilio (Principe di Pinsk, morto nel 1495) | Basilio (Principe di Pinsk, morto nel 1495) | Basilio (Principe di Pinsk, morto nel 1495) | Basilio (Principe di Pinsk, morto nel 1495) | Sofia (moglie di Michail III di Tver', morto nel 1483) | Sofia (moglie di Michail III di Tver', morto nel 1483) | Sofia (moglie di Michail III di Tver', morto nel 1483) | Sofia (moglie di Michail III di Tver', morto nel 1483) | Sofia (moglie di Michail III di Tver', morto nel 1483) | Sofia (moglie di Michail III di Tver', morto nel 1483) | Alessandra (moglie di Fedor Ivanovič Borovskij) | Alessandra (moglie di Fedor Ivanovič Borovskij) | Alessandra (moglie di Fedor Ivanovič Borovskij) | Alessandra (moglie di Fedor Ivanovič Borovskij) | Alessandra (moglie di Fedor Ivanovič Borovskij) | Alessandra (moglie di Fedor Ivanovič Borovskij) | Simeone II Olelkovič (morto nel 1503) | Simeone II Olelkovič (morto nel 1503) | Simeone II Olelkovič (morto nel 1503) | Simeone II Olelkovič (morto nel 1503) | Simeone II Olelkovič (morto nel 1503) | Simeone II Olelkovič (morto nel 1503) |                              |                              |                                             |                                             |                                             |                                             |                                             |                                             |                                     |                                     |          |          |          |          |                                    |                                    |                                    |                                    |                                    |                                    |  |  |  |  |                     |                     |                     |                     |                     |                     |  |  |  |  |  |  |  |  |
|                                             |                                             |                                             |                                             |                                             |                                             |                                                        |                                                        |                                                        |                                                        |                                                        |                                                        |                                                 |                                                 |                                                 |                                                 |                                                 |                                                 | Jurij I Olelkovič (morto nel 1542)    |                                       |                                       |                                       |                                       |                                       |                              |                              |                                             |                                             |                                             |                                             |                                             |                                             |                                     |                                     |          |          |          |          |                                    |                                    |                                    |                                    |                                    |                                    |  |  |  |  |                     |                     |                     |                     |                     |                     |  |  |  |  |  |  |  |  |
|                                             |                                             |                                             |                                             |                                             |                                             |                                                        |                                                        |                                                        |                                                        |                                                        |                                                        |                                                 |                                                 |                                                 |                                                 |                                                 |                                                 |                                       |                                       |                                       |                                       |                                       |                                       |                              |                              |                                             |                                             |                                             |                                             |                                             |                                             |                                     |                                     |          |          |          |          |                                    |                                    |                                    |                                    |                                    |                                    |  |  |  |  |                     |                     |                     |                     |                     |                     |  |  |  |  |  |  |  |  |
|                                             |                                             |                                             |                                             |                                             |                                             |                                                        |                                                        |                                                        |                                                        |                                                        |                                                        |                                                 |                                                 |                                                 |                                                 |                                                 |                                                 |                                       |                                       |                                       |                                       |                                       |                                       |                              |                              |                                             |                                             |                                             |                                             |                                             |                                             |                                     |                                     |          |          |          |          |                                    |                                    |                                    |                                    |                                    |                                    |  |  |  |  |                     |                     |                     |                     |                     |                     |  |  |  |  |  |  |  |  |
|                                             |                                             |                                             |                                             |                                             |                                             |                                                        |                                                        |                                                        |                                                        |                                                        |                                                        |                                                 |                                                 | Jurij II (morto nel 1578)                       | Jurij II (morto nel 1578)                       | Jurij II (morto nel 1578)                       | Jurij II (morto nel 1578)                       | Jurij II (morto nel 1578)             | Jurij II (morto nel 1578)             |                                       |                                       | Simeone III (morto nel 1560)          | Simeone III (morto nel 1560)          | Simeone III (morto nel 1560) | Simeone III (morto nel 1560) | Simeone III (morto nel 1560)                | Simeone III (morto nel 1560)                | Sofia (moglie di Jurij Chodkiewicz)         | Sofia (moglie di Jurij Chodkiewicz)         | Sofia (moglie di Jurij Chodkiewicz)         | Sofia (moglie di Jurij Chodkiewicz)         | Sofia (moglie di Jurij Chodkiewicz) | Sofia (moglie di Jurij Chodkiewicz) |          |          |          |          |                                    |                                    |                                    |                                    |                                    |                                    |  |  |  |  |                     |                     |                     |                     |                     |                     |  |  |  |  |  |  |  |  |
|                                             |                                             |                                             |                                             |                                             |                                             |                                                        |                                                        |                                                        |                                                        |                                                        |                                                        |                                                 |                                                 | Jurij II (morto nel 1578)                       | Jurij II (morto nel 1578)                       | Jurij II (morto nel 1578)                       | Jurij II (morto nel 1578)                       | Jurij II (morto nel 1578)             | Jurij II (morto nel 1578)             |                                       |                                       | Simeone III (morto nel 1560)          | Simeone III (morto nel 1560)          | Simeone III (morto nel 1560) | Simeone III (morto nel 1560) | Simeone III (morto nel 1560)                | Simeone III (morto nel 1560)                | Sofia (moglie di Jurij Chodkiewicz)         | Sofia (moglie di Jurij Chodkiewicz)         | Sofia (moglie di Jurij Chodkiewicz)         | Sofia (moglie di Jurij Chodkiewicz)         | Sofia (moglie di Jurij Chodkiewicz) | Sofia (moglie di Jurij Chodkiewicz) |          |          |          |          |                                    |                                    |                                    |                                    |                                    |                                    |  |  |  |  |                     |                     |                     |                     |                     |                     |  |  |  |  |  |  |  |  |
|                                             |                                             |                                             |                                             |                                             |                                             |                                                        |                                                        |                                                        |                                                        |                                                        |                                                        |                                                 |                                                 |                                                 |                                                 |                                                 |                                                 |                                       |                                       |                                       |                                       |                                       |                                       |                              |                              |                                             |                                             |                                             |                                             |                                             |                                             |                                     |                                     |          |          |          |          |                                    |                                    |                                    |                                    |                                    |                                    |  |  |  |  |                     |                     |                     |                     |                     |                     |  |  |  |  |  |  |  |  |
|                                             |                                             |                                             |                                             |                                             |                                             |                                                        |                                                        | Jurij III (morto nel 1586)                             | Jurij III (morto nel 1586)                             | Jurij III (morto nel 1586)                             | Jurij III (morto nel 1586)                             | Jurij III (morto nel 1586)                      | Jurij III (morto nel 1586)                      | Simeone IV (morto nel 1592)                     | Simeone IV (morto nel 1592)                     | Simeone IV (morto nel 1592)                     | Simeone IV (morto nel 1592)                     | Simeone IV (morto nel 1592)           | Simeone IV (morto nel 1592)           | Alessandro (morto nel 1591)           | Alessandro (morto nel 1591)           | Alessandro (morto nel 1591)           | Alessandro (morto nel 1591)           | Alessandro (morto nel 1591)  | Alessandro (morto nel 1591)  |                                             |                                             |                                             |                                             |                                             |                                             |                                     |                                     |          |          |          |          |                                    |                                    |                                    |                                    |                                    |                                    |  |  |  |  |                     |                     |                     |                     |                     |                     |  |  |  |  |  |  |  |  |
|                                             |                                             |                                             |                                             |                                             |                                             |                                                        |                                                        | Jurij III (morto nel 1586)                             | Jurij III (morto nel 1586)                             | Jurij III (morto nel 1586)                             | Jurij III (morto nel 1586)                             | Jurij III (morto nel 1586)                      | Jurij III (morto nel 1586)                      | Simeone IV (morto nel 1592)                     | Simeone IV (morto nel 1592)                     | Simeone IV (morto nel 1592)                     | Simeone IV (morto nel 1592)                     | Simeone IV (morto nel 1592)           | Simeone IV (morto nel 1592)           | Alessandro (morto nel 1591)           | Alessandro (morto nel 1591)           | Alessandro (morto nel 1591)           | Alessandro (morto nel 1591)           | Alessandro (morto nel 1591)  | Alessandro (morto nel 1591)  |                                             |                                             |                                             |                                             |                                             |                                             |                                     |                                     |          |          |          |          |                                    |                                    |                                    |                                    |                                    |                                    |  |  |  |  |                     |                     |                     |                     |                     |                     |  |  |  |  |  |  |  |  |
|                                             |                                             |                                             |                                             |                                             |                                             |                                                        |                                                        | Sofia Olelkovič (1585-1612)                            |                                                        |                                                        |                                                        |                                                 |                                                 |                                                 |                                                 |                                                 |                                                 |                                       |                                       |                                       |                                       |                                       |                                       |                              |                              |                                             |                                             |                                             |                                             |                                             |                                             |                                     |                                     |          |          |          |          |                                    |                                    |                                    |                                    |                                    |                                    |  |  |  |  |                     |                     |                     |                     |                     |                     |  |  |  |  |  |  |  |  |